# Kosi Kalan
Kosi Kalan è una suddivisione dell'India, classificata come municipal board, di 45.684 abitanti, situata nel distretto di Mathura, nello stato federato dell'Uttar Pradesh. 